# 草凪純
草凪 純（くさなぎ じゅん、1978年6月5日 - ）は、日本のAV女優、ヌードモデル、女優、タレント、血液型O型。

## 略歴
1996年10月、加納 瑞穂（かのう みずほ）として『Pin Pin Girl』でAVデビュー。1997年にいったんAV女優を引退するが、1998年に復帰し、1999年までの活動期間中30本近い出演作を残す。AV出演と並行し、1997年には栃木県出身の浅海 成亜（あさみ なるあ）としてグラビア活動を行う。
1998年には、主演したアダルトビデオ作品『巨乳転生』での役名である草凪 純（くさなぎ じゅん）の名を用い、グラビアのほかテレビや舞台にも進出。「くびれ女王」として一躍有名になった。インターネットを通じて多くのグラビアが海外のサイトにも転載され、海外、特に中華民国や香港などでは人気が高かった。『ギルガメッシュないと』（テレビ東京）、『足立区のたけし、世界の北野』（フジテレビ）、『トゥナイト2』（テレビ朝日）、スーパージョッキー（日本テレビ）にも出演していた。
AV引退後はストリップとVシネマを中心に活動。2000年1月にはプロレス団体FMWにフライングキッド市原のマネージャーとして参戦し、同年5月にはプロレスの試合も行った。2002年11月にもWEWで、チョコボール向井らを相手にした8人タッグマッチに参加している。また2003年には前年9月から抗争を繰り広げてきた夢野まりあとの一騎討ちを行っている。
2000年にはJUNEを名乗り、ヌードモデルとしてアメリカ進出を試みたことがある。また2001年から2002年にかけ、女優活動を行う際には純名 きりん（じゅんな きりん、樹木希林に由来）の名を使用していた。
2005年以降、女優としての活動が停滞していたが、2006年1月に草凪 純名義でのAV復帰（契約上の問題から加納瑞穂の名は1999年以降使用されていない。くびれと下乳をテーマにした１９９８年の東京モード学園のCMに出演していたと誤解されがちだが出演してたのは沢地優佳。）を発表した。
なお「凪」は国字のため、中華人民共和国や香港、中華民国などでは草風 純や日本国内での誤記である草薙 純が代わりに用いられる。
2012年のアダルトビデオ30周年を記念したAV30では、1990年代を代表する巨乳女優の1人に選ばれている。

## 作品

### アダルトビデオ（オリジナル作品のみ）
加納瑞穂名義
1996年
- Pin Pin Girl （10月25日、カレン）
- 肉体遊戯II エロスの快楽に酔って （11月25日、カレン）
- 猥褻モデル （12月27日、アリスJAPAN）

1997年
- ボディ白書 （1月25日、アリスJAPAN）
- 女尻 （4月30日、アリスJAPAN）
- 逆ソープ天国 （5月30日、バビロン）
- FOREVER （7月4日、アリスJAPAN）

1998年
- 巨乳転生 （3月13日、アリスJAPAN）
- 巨乳ダイナマイト （4月10日、アリスJAPAN）
- 乳t -NYUTON- （5月15日、アリスJAPAN）
- 激唇 （6月30日、アトラス）
- AVアイドル伝説 （7月25日、アトラス）
- NEO出血大制服 43 （8月25日、アトラス）
- 爆乳 4 （9月22日、笠倉出版社）
- 宅配ソープでございます （9月30日、ザウルス）
- ねらわれた女教師 （10月21日、ミス・クリスティーヌ）
- 義妹が巨乳でガマンできない （11月9日、笠倉出版社）
- ザ・カゲキ （11月30日、SAMM）
- ザ・リアル （12月25日、SAMM）

1999年
- 聖★痴女 （1月22日、バビロン）
- 超淫獣伝説 III 〜EXCELLENT DOUBLE BOMB〜 （2月26日、バビロン）…共演：椎名舞
- 人間廃業 （3月26日、バビロン）
- 妖宴 6 （4月25日、シェール）
- H秘書はナマがお好き PART 24 （5月25日、シェール）
- サイレンスメモリー （6月25日、シェール）
- 剥く!! （7月31日、姦（銀河映像））

草凪純名義
2006年
- 復活!! くびれの女王 （5月26日、GRACE）
- 痴女なのにMなんです （6月30日、GRACE）
- FETISH MODE （8月25日、GRACE）
- 初セル 草凪純 （9月13日、MOODYZ DIVA）
- ハイパーデジタルモザイクVol.040 （10月1日、MOODYZ DIVA）
- 淫行女教師 放課後の個人授業 （10月25日、マドンナ）
- 僕のおばさん （12月25日、マドンナ）

2007年
- 聖マドンナ病院 〜美熟女たちの欲望カルテ〜 （1月25日、マドンナ）…共演:白鳥美鈴、翔田千里、友田真希
- 人妻喰いこみフィットネス2 （2月25日、マドンナ）…共演:如月セレナ、華咲りょう、芹沢もにか
- 義母姦 義母さんの淫らな本性 （3月25日、マドンナ）
- 正義の法廷2 （4月7日、アタッカーズ）…共演:さくらりこ
- 夫の目の前で犯されて- 汚された食卓 （5月7日、アタッカーズ）
- Glamorous Woman （6月1日、MOODYZ）…共演:風間ゆみ、友田真希
- 黒人と乱交 （7月1日、MOODYZ）
- 艶熟 中出し 草凪純 （9月13日、グローリークエスト）
- 盗撮マンション管理人日誌 〜中出し（裏）規約〜 （10月3日、グローリークエスト）…共演:倖田李梨

2008年
- 熟れた友達のお母さんを犯しまくりたい。 （5月19日、ドグマ）
- 近所で噂の美人妻と性奴隷契約 草凪純（30） （9月20日、スターパラダイス）
- 熟女のシゴキで激発射 （9月20日、スターパラダイス）…オムニバス形式作品 他出演:円城ひとみ、芹沢舞、石橋ゆう子、松原久美子、藤咲飛鳥、愛樹るい、坂木美香

### イメージビデオ
草凪純名義
- 美少女EROS恋写館33 Gカップ危険! （1998年4月、英知出版）
- 美少女EROS恋写館47 GTO （1998年11月、英知出版）
- 95%AV く・び・れFANTASY （2004年12月22日、IKEDA-YA）

### オリジナルビデオ
加納瑞穂名義
- OVER The NIGHT 蒼い夜 （1998年10月31日、Vアダルトシネマ（銀河映像）） 主演：麻田かおり

草凪純名義
- 紅蓮卍 禁断の姉妹（レズ）マンジ （1999年5月25日、ENGEL）
- 伝言ダイヤル 媚薬の罠 （1999年7月21日、GPミュージアム）
- 殺しの天使 復讐 （2004年10月6日、ネクスタシー）
- 殺戮のバイブル （2005年4月6日、ネクスタシー） - 主演・レオナ（殺し屋）
- 義母 淫靡な薔薇のかおり （2005年4月22日、フレイムエージェンシー）

純名きりん名義
- THE RACHI 闘う女そして男×性と夢 （2001年5月25日、ENGEL）
- 密会 人妻ネット不倫 （2001年7月4日、レジェンド・ピクチャーズ）
- サワリーマン金太郎 伝説の痴漢セクハラ男 （2002年2月22日、TABOO 7（ジャンク））
- 新・OLの性 人妻の性2 （2002年9月25日、GPミュージアム）

## 出演

### 映画
純名きりん名義
- 高校美教師 ふしだらに調教 （2001年9月7日公開、配給:Xces Film）

### テレビ
草凪純名義
- 足立区のたけし、世界の北野（フジテレビ）
- ギルガメッシュないと（テレビ東京）
- 出動!ミニスカポリス（テレビ東京）
- トゥナイト2（テレビ朝日）
- スーパージョッキー（日本テレビ）

## 書籍

### 写真集
浅海成亜名義
- Queen Bee（1997年8月30日、海王社、撮影：落合遼一）ISBN 4877240616

草凪純名義
- KUBIRE（1998年4月30日、英知出版、撮影：斉木弘吉）ISBN 475421191X
- KUBIRE 2（1999年1月10日、英知出版、撮影：細野晋司）ISBN 4754212061
- JUN（1999年8月10日、双葉社、撮影：高橋生建）ISBN 4575290084
- Dangerous Curve（2001年4月25日、音楽専科社、撮影：KIM MIZUNO）ISBN 4872790650
- PHOTO MAGAZINE LIVE! VOLUME 03 草凪純（2003年1月、雄出版、撮影：高橋生建）ISBN 4860210557
- 舞姫恋縄（2003年7月10日、マイウェイ出版、撮影：杉浦則夫）ISBN 4901716875
- 草凪純・新任女教師鹿砦社（2003年11月1日、鹿砦社）ISBN-10:484630535X ISBN 978-4846305352